# Maczanka

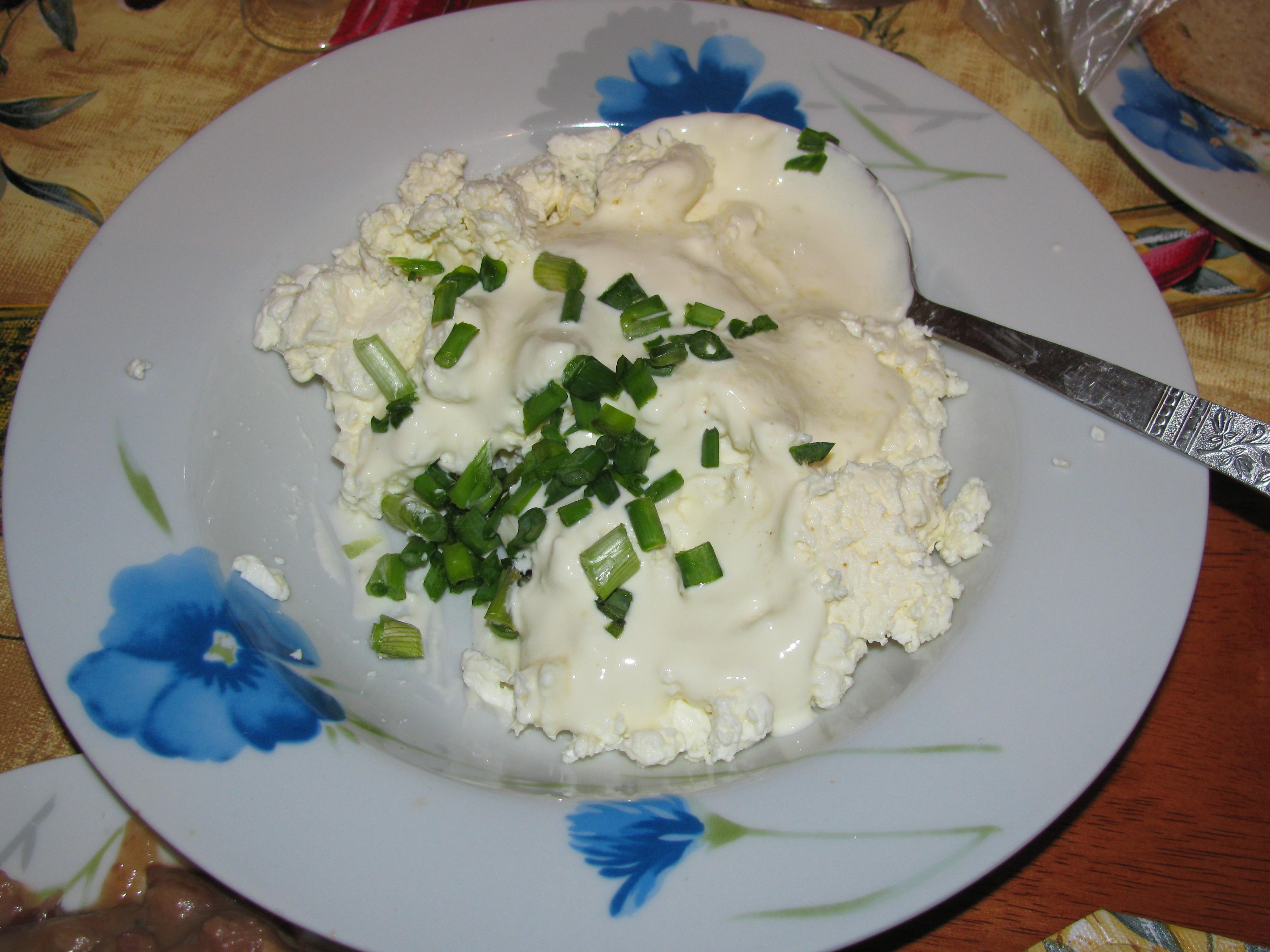
Maczanka z domowego twarogu i kwaśnej śmietany

Maczanka (biał. мачанка lub маканка, ukr. мачанка) — danie mleczne lub mięsne kuchni białoruskiej i ukraińskiej.

## Etymologia
Nazwa pochodzi od słowa "maczać" (biał. макать), gdyż maczanka nie jest zwykle używana jako samodzielne danie, ale do maczania w niej gotowanych warzyw, blin, placków ziemniaczanych, naleśników i innych dań.

## Zobacz także
- Kuchnia białoruska